# Wizyty zagraniczne premiera Mateusza Morawieckiego

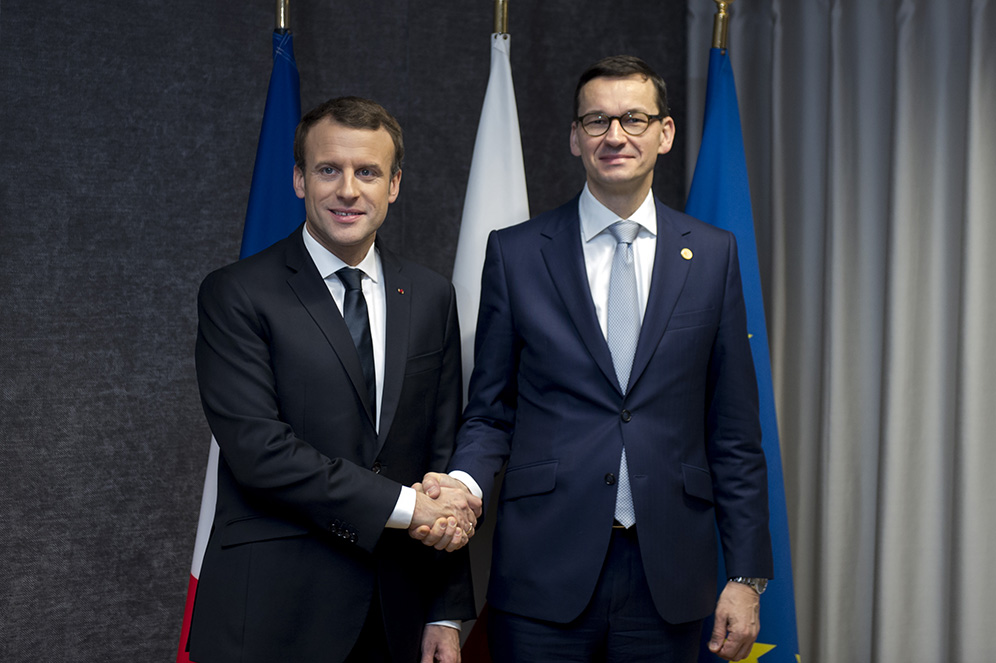
Emmanuel Macron i Mateusz Morawiecki w Brukseli, grudzień 2017

Wizyty zagraniczne premiera Mateusza Morawieckiego – spis wizyt zagranicznych Mateusza Morawieckiego od momentu objęcia urzędu Prezesa Rady Ministrów.

## Wizyty zagraniczne

### 2017-2019
| Liczba wizyt | Flaga i pełna nazwa państwa |
| ------------ | --- |
| 6            | Królestwo Belgii (w tym: dwa razy w siedzibie Komisji Europejskiej i na posiedzeniu Rady Europejskiej oraz po razie w nieformalnym spotkaniu jej członków oraz uczestniczenie w otwarciu polskiego centrum lobbingowego Business & Science Poland)                                                                                              |
| 4            | Węgry (w tym dwa raz na szczycie Grupy Wyszehradzkiej) |
| 2            | Republika Federalna Niemiec (w tym raz na Monachijskiej Konferencji Bezpieczeństwa) • Republika Litewska • Republika Czeska |
| 1            | Konfederacja Szwajcarska (w tym raz w Światowym Szczycie Ekonomicznym w Davos) • Republika Libańska • Republika Francuska (w tym raz w obradach Parlamentu Europejskiego w Strasburgu) • Rumunia (w tym raz w nieformalnym szczycie szefów państw i rządów Unii Europejskiej) • Republika Słowacka (w tym raz na szczycie Grupy Wyszehradzkiej) |

| Lp. | Data wizyty         | Państwo                 | Szczegóły | Inne informacje |
| --- | ------------------- | ----------------------- | --- | --- |
| 1   | 14–15 grudnia 2017  | Belgia Unia Europejska  | Posiedzenie Rady Europejskiej w sprawie migracji, reform strefy euro, współpracy wojskowej i Brexitu. Spotkanie premierów państw Grupy Wyszehradzkiej z premierem Włoch Paolo Gentilonim i przewodniczącym KE Jean-Claude’em Junckerem. Rozmowy z premier Wielkiej Brytanii Theresą May oraz prezydentem Francji Emmanuelem Macronem. | Premierowi towarzyszył Konrad Szymański. |
| 2   | 3 stycznia 2018     | Węgry                   | Spotkania z premierem Victorem Orbánem i prezydentem Węgier Jánosem Áderem odnośnie do praworządności, energetyki, obronności, klimatu i migracji. | Premierowi towarzyszyli m.in.: Witold Waszczykowski oraz Konrad Szymański.                                                                        |
| 3   | 9 stycznia 2018     | Belgia Unia Europejska  | Spotkania z przewodniczącym Jean-Claudem Junckerem i pierwszym wiceprzewodniczącym KE Fransem Timmermansem. Rozmowy dotyczyły przyszłości Unii Europejskiej, pozycji Polski w UE, polityki unijnej w ramach rynku wewnętrznego, jednolitego rynku cyfrowego oraz energii i migracji. | Premierowi towarzyszył Konrad Szymański. |
| 4   | 24–25 stycznia 2018 | Szwajcaria              | Udział w Światowym Forum Ekonomicznym w Davos. Rozmowy dotyczyły przyszłości Europy, gospodarki, przemysłu i cyberbezpieczeństwa. Spotkania z premierami Danii Larsem Løkke Rasmussenem, Holandii Markiem Rutte, Kanady Justinem Trudeau, Luksemburga Xavierem Bettlem, Norwegii Erną Solberg, doradcą ds. umów handlowych i Bliskiego Wschodu w gabinecie Donalda Trumpa Jaredem Kushnerem, sekretarzem energii Stanów Zjednoczonych Rickiem Perrym oraz przedstawicielami biznesu m.in.: Wikipedii i Google. Rozmowy z premierem Iraku Hajdarem al-Abadi. Uczestniczenie w nieformalnym lunchu Światowych Liderów Gospodarki m.in. wraz z: królową Belgii Matyldą, premierami Portugalii Antónim Costą, Peru Mercedesem Aráozą i szefową Międzynarodowego Funduszu Walutowego Christine Lagarde. | W Światowym Szczycie Ekonomicznym w Davos Polskę reprezentował również prezydent RP Andrzej Duda. Premierowi towarzyszył m.in.: Konrad Szymański. |
| 5   | 26 stycznia 2018    | Węgry                   | Udział w szczycie szefów rządów państw Grupy Wyszehradzkiej. Rozmowy dotyczyły aktualnej sytuacji w Europie, przyszłości Unii Europejskiej oraz bieżących kwestii z zakresu polityki regionalnej. Na marginesie szczytu doszło do dwustronnych rozmów z premierem Czech Andrejem Babišzem. | Premierowi towarzyszył Konrad Szymański. |
| 6   | 12–13 lutego 2018   | Liban                   | Spotkania z premierem Saadem Haririm oraz prezydentem Libanu Michelem Aounem odnośnie do rozdzielenia środków pomocowych dla uchodźców z Syrii przebywających w tym kraju, a także promowania współpracy gospodarczej, rozwojowej, kulturalnej i kontaktów osobowych oraz podkreślenia związków historycznych obu państw i narodów. Odwiedzenie Polskiego Centrum Pomocy Międzynarodowej w okręgu Akkar na północy kraju. | Premierowi towarzyszyli m.in.: Marek Magierowski i Joanna Kopcińska.                                                                              |
| 7   | 16 lutego 2018      | Niemcy                  | Spotkanie z kanclerz Niemiec Angelą Merkel poświęcone dwustronnej współpracy gospodarczej, wspólnym projektom odnośnie do przemysłu obronnego oraz jednolitego rynku i swobodzie świadczenia usług w Unii Europejskiej. Uczestniczenie w dyskusji w Körber Global Leaders Dialogue w Berlinie z wykładem poświęconym stosunkom polsko-niemieckim. | Premierowi towarzyszyli m.in.: Marek Suski, Konrad Szymański oraz Joanna Kopcińska.                                                               |
| 8   | 17 lutego 2018      | Niemcy                  | Uczestniczenie wraz z kanclerzem Austrii Sebastianem Kurzem w panelu dot. przyszłości Europy w trakcie Monachijskiej Konferencji Bezpieczeństwa w Monachium. Spotkania dwustronne z prezydentem Ukrainy Petro Poroszenką, premierami Francji Edouardem Philippe’em, Mołdawii Pavlem Filipem i Turcji Binalim Yildirimem, przewodniczącym grupy poselskiej Europejskiej Partii Ludowej w Parlamencie Europejskim Manfredem Weberem oraz wiceszefem Google Kentem Walkerem. | Premierowi towarzyszył m.in.: Konrad Szymański.                                                                                                   |
| 9   | 22–23 lutego 2018   | Belgia Unia Europejska  | Uczestniczenie w kolacji wydanej przez premiera Belgii Charlesa Michela dla wybranych liderów państw Unii Europejskiej oraz spotkanie z pierwszym wiceprzewodniczącym KE Fransem Timmermansem. Wzięcie udziału w konferencji dotyczącej stabilizacji politycznej, rozwoju i bezpieczeństwa państw w regionie Sahelu, spotkaniu premierów państw Grupy Wyszehradzkiej, a także w nieformalnym szczycie członków Rady Europejskiej odnośnie do rozpoczęcia negocjacji ws. przyszłego unijnego budżetu. Rozmowy z prezydentem Rumunii Klausem Iohannisem oraz premierem Szwecji Stefanem Löfvenem. | Premierowi towarzyszył m.in.: Konrad Szymański.                                                                                                   |
| 10  | 8 marca 2018        | Belgia Unia Europejska  | Spotkanie z przewodniczącym Jean-Claudem Junckerem i pierwszym wiceprzewodniczącym KE Fransem Timmermansem. Rozmowy dotyczyły reformy wymiaru sprawiedliwości w Polsce. Uczestniczenie w sesji Brussels Forum zorganizowanym przez think tank German Marshall Fund. | Premierowi towarzyszyli m.in.: Konrad Szymański i Marek Suski.                                                                                    |
| 11  | 9 marca 2018        | Litwa                   | Uczestniczenie w szczycie premierów państw bałtyckich: Litwy Sauliusem Skvernelisem, Łotwy Marisem Kuczinskisem i Estonii Jurim Ratasem. Rozmowy dotyczyły kwestii współpracy na forum Unii Europejskiej i NATO oraz omówienia tematu związanego z rozwojem regionalnym infrastruktury energetycznej i transportowej. Spotkania z prezydent Litwy Dalią Grybauskaite oraz dwustronne z każdym z przybyłych premierów. Podpisanie porozumienia o wzmocnieniu współpracy energetycznej Polski i Litwy oraz o współpracy portów i uruchomieniu połączenia promowego Szczecin-Kłajpeda | Premierowi towarzyszyli m.in.: Michał Dworczyk, Joanna Kopcińska, Konrad Szymański, Marek Suski oraz Krzysztof Tchórzewski.                       |
| 12  | 22–23 marca 2018    | Belgia Unia Europejska  | Posiedzenie Rady Europejskiej m.in.: w sprawie skoordynowanej odpowiedź ws. ataku na Siergieja Skripala w Wielkiej Brytanii, polityki klimatycznej i współpracy gospodarczej ze Stanami Zjednoczonymi. Spotkanie z szefami państw bałtyckich: premierami Estonii Jurim Ratasem, Łotwy Marisem Kuczinskisem oraz prezydent Litwy Dalią Grybauskaite wraz z przewodniczącym KE Jean-Claudem Junckerem. Rozmowy dwustronne z premierem Szwecji Stefanem Löfvenem. Narada koordynacyjna premierów państw Grupy Wyszehradzkiej. | Premierowi towarzyszyli m.in.: Joanna Kopcińska i Konrad Szymański.                                                                               |
| 13  | 6 kwietnia 2018     | Węgry                   | Udział w uroczystości odsłonięcia pomnika „Memento-Smoleńsk” w Budapeszcie oraz uczestniczenie w spotkaniu z premierem Węgier Victorem Orbánem. Rozmowy dotyczyły umocnienia relacji pomiędzy oboma krajami. | Premierowi towarzyszyli m.in.: Jarosław Kaczyński, Jacek Sasin i Marek Suski.                                                                     |
| 14  | 3–4 lipca 2018      | Francja Unia Europejska | Spotkanie z przewodniczącym Parlamentu Europejskiego Antonio Tajanim oraz uczestniczenie w debacie na sali plenarnej PE o przyszłości Unii Europejskiej. W trakcie wystąpienia podjęto kwestie bezpieczeństwa, wzmocnienia wspólnego rynku, uszczelnienia systemów podatkowych, a także przywiązania do idei i tradycji europejskich. | Premierowi towarzyszyli m.in.: Konrad Szymański i Joanna Kopcińska.                                                                               |
| 15  | 6 lipca 2018        | Czechy                  | Spotkanie z premierem Andrejem Babišem w Karlowych Warach oraz uczestniczenie w tamtejszym Międzynarodowym Festiwalu Filmowym. Rozmowy dotyczyły gospodarki, infrastruktury, wymiany handlowej i migracji. | Premierowi towarzyszył m.in.: Szymon Szynkowski vel Sęk.                                                                                          |
| 16  | 21 grudnia 2018     | Czechy                  | Wizyta w sztabie kryzysowym i szpitalu w Karwinie, gdzie wieczorem 20 grudnia doszło do wybuchu metanu w kopalni. W jego wyniku zginęło 13 górników (12 Polaków i 1 Czech), a 10 zostało rannych. | Premierowi towarzyszyli m.in.: Michał Dworczyk i Joanna Kopcińska.                                                                                |
| 17  | 24–25 kwietnia 2019 | Słowacja                | Udział w szczycie szefów rządów państw Grupy Wyszehradzkiej z premierem Japonii Shinzō Abe. Rozmowy dotyczyły pogłębiania współpracy gospodarczej i partnerstwa politycznego. Na marginesie szczytu doszło do dwustronnych rozmów z premierem Japonii. | Premierowi towarzyszył m.in.: Konrad Szymański.                                                                                                   |
| 18  | 9 maja 2019         | Rumunia Unia Europejska | Udział w nieformalnym szczycie szefów państw i rządów Unii Europejskiej, uczestniczenie w spotkaniu premierów państw Grupy Wyszehradzkiej, spotkanie liderów z przewodniczącym Parlamentu Europejskiego Antonio Tajanim oraz udział w sesji roboczej przywódców unijnych państw. Rozmowy dotyczyły przyszłości Unii Europejskiej. | Premierowi towarzyszył m.in.: Konrad Szymański.                                                                                                   |
| 19  | 16 maja 2019        | Belgia Unia Europejska  | Otwarcie polskiego centrum lobbingowego Business & Science Poland oraz uczestniczenie w konferencji z okazji 15-lecia wejścia Polski do Unii Europejskiej w Brukseli. Spotkanie z Maroš Šefčovič, wiceprzewodniczącym Komisji Europejskiej. | Premierowi towarzyszyli m.in.: Piotr Dardziński i Marcin Ociepa.                                                                                  |

### 2023[49]
| Lp.             | Data wizyty      | Państwo                                                    | Szczegóły                                                                   | Inne informacje |
| --------------- | ---------------- | ---------------------------------------------------------- | --------------------------------------------------------------------------- | --------------- |
| 1               | 5 stycznia 2023  | Watykan                                                    | Udział u uroczystościach uroczystościach pogrzebowych papieża Benedykta XVI |                 |
| 2               | 7 stycznia 2023  | Słowacja                                                   | Udział w koncercie z okazji 30-lecia niepodległej Słowacji                  |                 |
| 3               | 17 stycznia 2023 | Szwajcaria                                                 | Udział w forum ekonomicznym w Davos]                                        |                 |
| 4               | 9 lutego         | Belgia Unia Europejska                                     | Udział w szczycie Rady Europejskiej                                         |                 |
| 5               | 13 lutego        | Szwecja                                                    | Spotkanie z premierem Szwecji                                               |                 |
| 6               | 16 lutego        | Niemcy                                                     | Udział w 59. Monachijskiej Konferencji Bezpieczeństwa                       |                 |
| 7               | 23 lutego        | Dania                                                      | Spotkanie z premier Danii                                                   |                 |
| align=center\|8 | 24 lutego        | Ukraina                                                    | Spotkanie z prezydentem i premierem Ukrainy                                 |                 |
| 9               | 7 marca          | Arabia Saudyjska                                           |                                                                             |                 |
| 10              | 20 marca         | Ukraina                                                    |                                                                             |                 |
| 11              | 24 marca         | Belgia Unia Europejska                                     | Udział w szczycie Rady Europejskiej                                         |                 |
| 12              | 24 marca         | Czechy                                                     |                                                                             |                 |
| 13              | 28 marca         | Rumunia                                                    | Polsko-rumuńskie konsultacje międzyrządowe                                  |                 |
| 14              | 5 kwietnia       | Mołdawia                                                   | Spotkanie z prezydent i premierem Mołdawii                                  |                 |
| 15              | 11 kwietnia      | Stany Zjednoczone                                          |                                                                             |                 |
| 16              | 2 maja           | Litwa                                                      | Spotkanie z premier i prezydentem Litwy                                     |                 |
| 17              | 14 maja          | Niemcy                                                     |                                                                             |                 |
| 18              | 31 maja          | Holandia                                                   |                                                                             |                 |
| 19              | 1 czerwca        | Mołdawia                                                   | Udział w szczycie Europejskiej Wspólnoty Politycznej                        |                 |
| 23 czerwca      | Słowacja         | Udział w spotkaniu premierów państw Grupy Wyszehrahdzkiej. |                                                                             |                 |

## Spotkania z szefami państw, rządów i instytucji międzynarodowych w Polsce
| Lp. | Termin           | Miejsce  | Szczegóły spotkania |
| --- | ---------------- | -------- | --- |
| 1   | 18 grudnia 2017  | Warszawa | Spotkanie w Kancelarii Premiera z przewodniczącym parlamentu Gruzji Iraklim Kobakhidze odnośnie do współpracy gospodarczej i inwestycyjnej obu państw. |
| 2   | 21 grudnia 2017  | Warszawa | Spotkanie w Kancelarii Premiera i Belwederze z premierem Wielkiej Brytanii Theresą May w ramach konsultacji międzyrządowych odnośnie do bezpieczeństwa oraz współpracy gospodarczej. |
| 3   | 27 stycznia 2018 | Warszawa | Spotkanie w Kancelarii Premiera z sekretarzem stanu USA Rexem Tillersonem. Rozmowy dotyczyły współpracy gospodarczej, bezpieczeństwa oraz stabilności energetycznej w Europie. |
| 4   | 8 lutego 2018    | Warszawa | Spotkanie w Kancelarii Premiera z przewodniczącym Senatu Hiszpanii Pío García-Escudero odnośnie do współpracy gospodarczej oraz bieżących spraw bilateralnych. |
| 5   | 14 lutego 2018   | Warszawa | Spotkanie w Kancelarii Premiera z przewodniczącym Senatu Francji Gérardem Larcherem. Rozmowy dotyczyły zacieśnienia stosunków dwustronnych z Francją. |
| 6   | 16 marca 2018    | Warszawa | Spotkanie w Kancelarii Premiera z ministrem spraw zagranicznych Niemiec Heiko Maasem. Rozmowy dotyczyły zacieśnienia stosunków dwustronnych z Niemcami. |
| 7   | 19 marca 2018    | Warszawa | Spotkanie w Kancelarii Premiera z kanclerz Niemiec Angelą Merkel. Rozmowy dotyczyły stosunków dwustronnych i bieżących problemów europejskich. |
| 8   | 26 marca 2018    | Warszawa | Spotkania w Kancelarii Premiera z komisarzami UE ds. zdrowia i bezpieczeństwa żywności Vytenisem Andriukaitisem oraz ds. budżetu i zasobów ludzkich Güntherem Oettingerem. Rozmowy dotyczyły współpracy Polski z Komisją Europejską w dziedzinie zdrowia, w tym w szczególności działań na rzecz walki z wirusem ASF oraz przyszłego budżetu Wspólnoty. |
| 9   | 9 kwietnia 2018  | Warszawa | Spotkanie w Kancelarii Premiera z pierwszym wiceprzewodniczącym KE Fransem Timmermansem. Rozmowy dotyczyły dialogu między rządem RP i Komisją Europejską w kwestii praworządności. |
| 10  | 25 kwietnia 2018 | Warszawa | Spotkanie w Kancelarii Premiera z prezydentem Etiopii Mulatu Teshome Wirtu. Rozmowy dotyczyły stosunków politycznych i gospodarczych. Prezydent Etiopii przyjechał do Polski z oficjalną wizytą, na zaproszenie prezydenta RP Andrzeja Dudy. |
| 11  | 25 kwietnia 2018 | Warszawa | Spotkanie w Kancelarii Premiera z premierem Słowacji Peterem Pellegrinim. Rozmowy dotyczyły systemu podatkowych, rozwoju małych i średnich firm, wymiany handlowej oraz współpracy w ramach Grupy Wyszehradzkiej. |
| 12  | 10 maja 2018     | Warszawa | Spotkanie w Kancelarii Premiera z prezydentem Czech Milošem Zemanem. Rozmowy dotyczyły poszerzenia współpracy dwustronnej, bezpieczeństwa oraz współpracy państw Grupy Wyszehradzkiej. |
| 13  | 14 maja 2018     | Warszawa | Spotkanie w pałacu Na Wodzie z premierem Węgier Viktorem Orbánem. Rozmowy dotyczyły polityki budżetowej i imigracyjnej Unii Europejskiej, bezpieczeństwa oraz współpracy obu państw. |
| 14  | 1 maja 2019      | Warszawa | Szczyt „Together for Europe – High Level Summit” na Zamku Królewski z szefami i przedstawicielami rządów 12 państw, które przystąpiły do Unii Europejskiej w 2004 r. i w późniejszych latach: Bułgarii Bojko Borisowem, Cypru Demetris Sylluris, Czech Andrejem Babišem, Chorwacji Andrejem Plenkovićem, Estonii Jurim Ratasem, Litwy Sauliusem Skvernelisem, Łotwy Edgarsem Rinkeviczsem, Malty Josephem Muscatem, Rumunii Vioricą Dancilą, Słowacji Richardem Rašijem, Słowenii Miro Cerarem, Węgier Viktorem Orbánem oraz wiceprzewodniczącym Komisji Europejskiej Jyrkim Katainenem. W trakcji sesji roboczej podpisano przez polityków „Deklarację Warszawską Dotyczącą Ponownego Zjednoczenia Europy – Nasza Unia, Nasza Przyszłość”, w której podkreślono m.in. że rządy wszystkich państw członkowskich muszą uczestniczyć w procesie decyzyjnym Unii Europejskiej na takiej samej zasadzie oraz w duchu lojalnej współpracy i jedności. |
| 15  | 8 maja 2019      | Warszawa | Spotkanie w Kancelarii Premiera z prezydentem Gruzji Salome Zurabiszwili. Rozmowy dotyczyły kwestii relacji dwustronnych, w tym gospodarczych, wyzwań związanych z sytuacją międzynarodową oraz bezpieczeństwa w regionie Kaukazu Południowego. |
| 16  | 15 maja 2019     | Warszawa | Spotkanie w Kancelarii Premiera z przewodniczącym Senatu Czech Jaroslavem Kubera. Rozmowy dotyczyły współpracy dwustronnej, współdziałania w ramach Grupy Wyszehradzkiej oraz bieżących kwestii z zakresu polityki Unii Europejskiej. |